# Огієвські
Огієвські — козацько-старшинський, згодом — дворянський рід, який, згідно з родовою легендою, походить від роду Огіїв-Тишкевичів. Родозасновник української гілки Степан Огій (1-ша половина 17 століття) переселився із Житомирщини до Гетьманщини. Молодший із його синів — Іван Степанович Огій — був знатним козаком кролевецьким (1693), а онуки посідали уряд кролевецького сотництва: Кіндратій Іванович Огієнко (рік народження невідомий — помер до 1699) — у 1680 році, а Павло Іванович Огієнко (Огієвич; рік народження невідомий — помер 1726) — у 1720–1722 роках. Кролевецькими сотниками були також Григорій Павлович Огієнко (близько 1705—1772) — у 1741–1764, 1765–1767 роках та його син Максим Григорович (близько 1734 — до 1783) — у 1764 і 1767 роках. Інші представники роду посідали уряди значкових товаришів, військових товаришів і бунчукових товаришів. 
До цього роду належав Дмитро Максимович (бл. 1760 — р. с. невід.), доктор медицини Геттінгенського університету (1785), перекладач (Вольтер. Рассуждение о воинском искусстве. СПб., 1780); Михайло Дмитрович (1859 — р. с. невід.), генерал-майор (1909), військовий слідчий Одеського військового округу (1901–08), військовий суддя Іркутського воєнно-окружного суду (1908–14), за часів гетьмана П. Скоропадського — в українській армії (1918); Василь Дмитрович (1861—1921), учений-лісознавець, один з основоположників цієї науки в Російській імперії, професор та зав. кафедри лісових культур Петербурзького лісового інституту (1910–18) та Київського сільськогосподарського інституту (1918–21); Афанасія Дмитрівна (1865 — бл. 1943), педагог-русист, начальниця Кролевецької жіночої гімназії (1907–18); Володимир Васильович (1890—1979), учений у галузі радіотехніки, засновник вітчизняної радіотехнічної наукової школи, професор (1930), зав. кафедр радіотехніки (1930–40) та теоретичних основ радіотехніки (1940–41, 1944–73), декан факультету радіотехніки (1930–34, 1941–44, 1962) Київського політехнічного інституту, під його керівництвом збудовано першу в Україні (Київ) радіомовну станцію (1924); Василь Васильович (1892—1983), учений-лісознавець, доктор с.-г. наук (1945), професор (1946), зав. кафедр лісових культур Поволзького лісотехнічного інституту (1943–47) та Ленінградської лісотехнічної академії (1947–71); Анатолій Володимирович (1894—1952), учений-гідролог, доктор технічних наук (1936), професор (1937), зав. відділу гідрології (1933–41) і заст. директора (1933–41) Інституту водного господарства АН УСРР/ УРСР, зав. кафедри гідрології Київського інженерно-меліоративного інституту (1934–41), директор Київської н.-д. обсерваторії (1943–46), автор підручників для вузів; Ія Володимирівна (н. 1925), мистецтвознавець, фахівець у галузі українського образотворчого мистецтва 2-ї пол. 19 — поч. 20 ст., канд. мистецтвознавства (1975), викладач у Київському художньому інституті (1956–66) та наук. співробітник Інституту мистецтвознавства, фольклору та етнографії ім. М.Рильського АН УРСР (1966–82).
Рід внесений до 1-ї, 2-ї та 3-ї частин Родовідної книги Чернігівської губернії.
Існують також однойменні роди зовсім іншого походження, напр. рід Огієвських-Охотських, з якого походить чернігівський протоієрей Петро Миколайович Огієвський-Охотський (бл. 1814 — після 1888), етнограф, поет і байкар.